# Île aux Hérons
La isla Heron (en francés: Île aux Hérons, literalmente "Isla de las Garzas") es una pequeña isla del río San Lorenzo en los rápidos de Lachine, cerca de Montreal, Quebec, Canadá. Es uno de los 37 espacios protegidos de "San Lorenzo, Visión 2000". Aunque es una propiedad privada de "Conservation Nature Canada", ellos se han puesto de acuerdo para manejarla como una reserva protegida.
Tiene una gran variedad de aves, árboles y flores raras.